# Alypiodes radians
Alypiodes radians là một loài bướm đêm trong họ Noctuidae.